# Ptisana ternatea
Ptisana ternatea är en kärlväxtart som först beskrevs av De Vriese, och fick sitt nu gällande namn av Murdock. Ptisana ternatea ingår i släktet Ptisana och familjen Marattiaceae. Inga underarter finns listade i Catalogue of Life.